# イヴァノ・ブッチ
イヴァノ・ブッチ（Ivano Bucci、1986年12月1日-）はサンマリノの男子陸上競技選手。専門は短距離走。それまで400mを中心にしてきたが現在は100mへの出場が増えている。
2008年にサンマリノ代表として北京オリンピックに出場し、400mの種目に出場したが1次予選で敗退した。世界陸上競技選手権大会には2007年の大阪大会と2009年のベルリン大会に参加している。

## 自己ベスト
- 100m - 10秒93 (2009年5月2日、大阪市)
- 400m - 48秒07 (2007年8月28日、サンマリノ)